# 噶丹松赞林
噶丹松贊林（藏語：དགའ་ལྡན་སུམ་རྩེན་གླིང་，威利转写：dga' ldan sum rtsen gling，THL：ganden sumtsenling），汉名“归化寺”，位于中华人民共和国雲南省迪慶藏族自治州香格里拉市建塘鎮以北约5公里处，海拔3380米，于1683年建成，为云南省最大的藏传佛教寺庙，属格鲁派。号称“小布达拉宫”。原建築物於1966年文化大革命時期被摧毀，1982年開始在廢墟原址重建。

## 历史

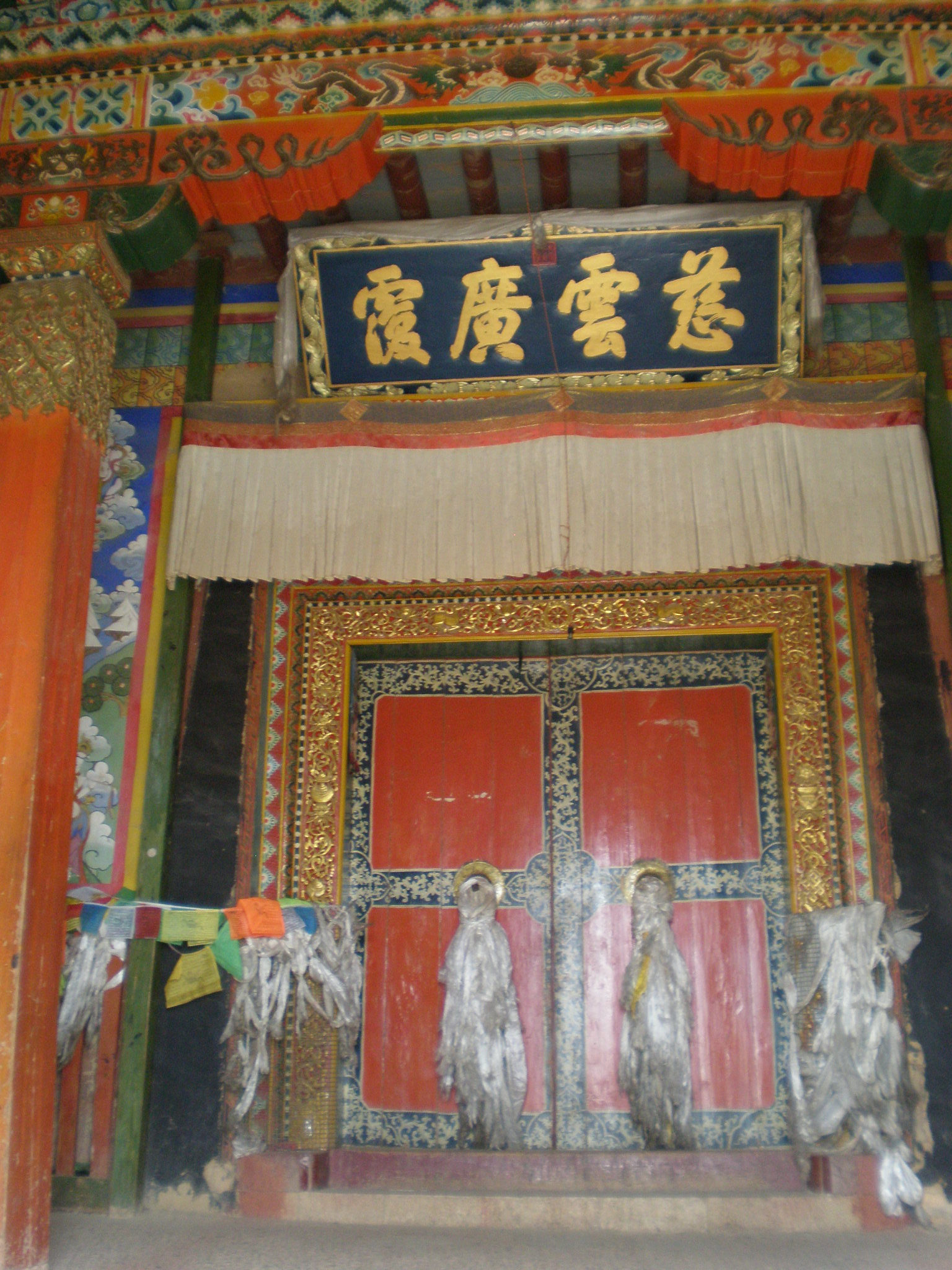
扎仓门口悬挂着和硕果亲王允礼所题“慈云广覆”匾额

该寺的兴建与清朝康熙帝时期吴三桂等人的“三藩之乱”有关系。清朝康熙十三年（1674年），五世达赖喇嘛同蒙古和硕特部丹增汗派蒙藏军队进入结打木（大中甸）、杨打木（小中甸），平息了中甸嘉夏寺为首的本地噶玛噶举派寺院僧众以及当地土司借吴三桂叛乱的机会发动的武装叛乱。率军进驻该地的蒙藏军队将领巴图台吉将中甸献给了五世达赖喇嘛作为寺院庄园。康熙十四年（1675年），五世达赖喇嘛上奏清廷称：“吴三桂曾取结打木、杨打木二城，今已发兵攻取，防守沿边。”此后，中甸兴建了大量格鲁派寺院。康熙二十二年（1683年），经康熙帝恩准、五世达赖喇嘛选址并赐名的中甸“噶丹松赞林”在原来的噶玛噶举派孜夏寺的废址上建成。康熙帝敕赐该寺330份度牒，由西藏派木洛昂汪诺杰任掌教，将70户农奴划给该寺作为庄园的神民户。此外，西藏还派举玛顷则负责管理日常佛事活动及所需经费，将300户农奴划为供养该寺僧众的教民户。寺内正中供奉金龙牌位，上书“皇帝万岁万万岁”，前排正座供五世达赖喇嘛等身铜像。
清朝雍正元年（1723年），蒙古和硕特部罗卜藏丹津在青海发动叛乱反对清朝，战事波及中甸。雍正二年（1724年），清军进驻中甸，中甸番夷头目率众投降，此后中甸正式划归云南省管辖，并且建厅设治、“改土归流”。雍正二年（1724年），清廷下旨将该寺改名为“归化寺”。

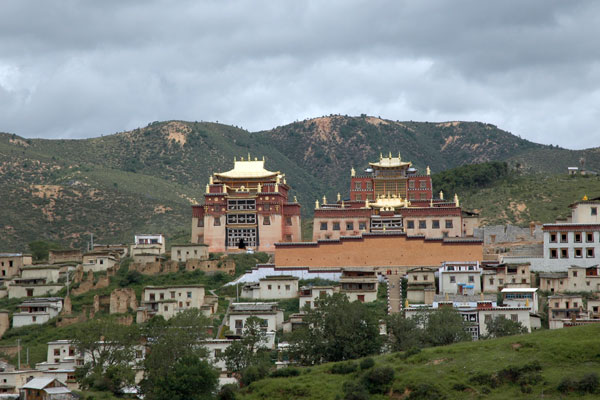
2006年的松赞林，左侧金顶建筑为吉康，右侧金顶建筑为扎仓。黄墙右侧的灰色建筑为兴建中的弥勒殿

乾隆年间，噶丹松赞林的僧众猛增到上千人，云贵总督庆复上奏，称针对中甸各寺“议将现在喇嘛酌留400名给与度牒，余令还俗，并请裁减青稞口粮。”以便削弱中甸的僧众势力，加强流官的力量。但清廷经过讨论认为，在藏区实行“改土归流”不宜冒进，应延续元朝的“以其俗而柔其人”，在云南藏区实行“土流并存”，并继续康熙帝积极扶持格鲁派（即黄教）的传统。乾隆帝乃以信黄教“所以顺人情，安国俗也”，采纳部议“中甸地方居民俱系番地唐古忒族类，以供佛崇僧为务，不便将喇嘛无故逼勒还俗”，将松赞林的喇嘛数额定为1226人，并于1740年降旨，除了不裁减松赞林等寺的喇嘛以外，保证松赞林原来享有皇粮数不变，此外每年额外“著加赏青稞三百石，即于岁征中甸额数内支给”。这促使云南藏区的土司、流官同宗教力量结成了“政教联盟”，维护地方稳定。乾隆十五年（1750年），御赐该寺和硕果亲王允礼书写的匾额，上书“慈云广覆”四个大字。
松赞林设有八大康村，管理中甸八大教区，同时还拥有大量田地、山林、牧场、牲畜、武器以及雄厚资本。每年，该寺利用商业经营和放高利贷获暴利。这种情况一直延续了217年，直到1957年实行民主改革。

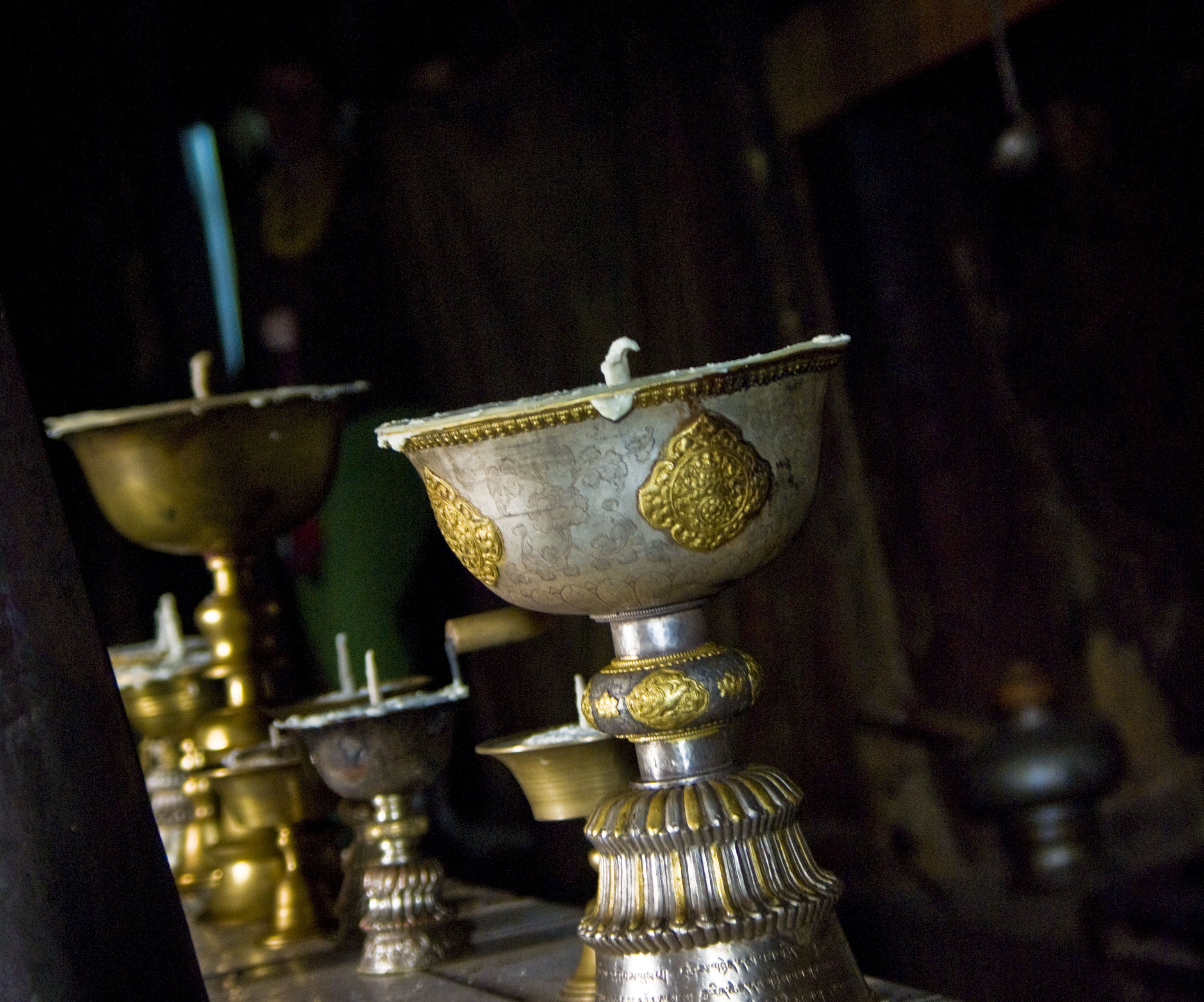
酥油灯

1936年4月25日，中国工农红军红二军团、红六军团在贺龙、萧克等领导下，在长征中转入云南中甸。5月1日，贺龙等人在中甸县城经堂会见了松赞林所派代表夏那古娃及其随从乌吕丹巴喇嘛等人。贺龙向夏那古娃一行讲解了中国共产党的民族宗教政策以及中国工农红军北上抗日的宗旨，并请夏那古娃将信件转交松赞林，信内称：
掌教八大老僧台鉴：

（一）贵代表前来，不胜欣幸；

（二）红军允许人民宗教信仰自由，因此对贵喇嘛寺所有僧侣生命财产绝不加以侵犯，并负责保护；

（三）你们须即回寺，照安生业，并要所有民众一概回家，切不可轻信谣言，自造恐慌；

（四）本军粮秣，请帮助采办，决照价支付金钱；

（五）请即派代表前来接洽。
贺龙

五月一日
5月3日，松赞林开3个粮仓，将2000余斗（合6万多斤）青稞出售给红军，喇嘛藏商也将盐巴、红糖出售给红军。贺龙等军团领导40人赴松赞林拜访了活佛和僧众，并将写有“兴盛番族”的红绸锦幛赠给松赞林。红军从中甸离开时，松赞林八大老僧还赠给贺龙茶叶及红糖各两驮，大米和猪肉各3驮，沙盐一驮，但贺龙坚持支付了银元。

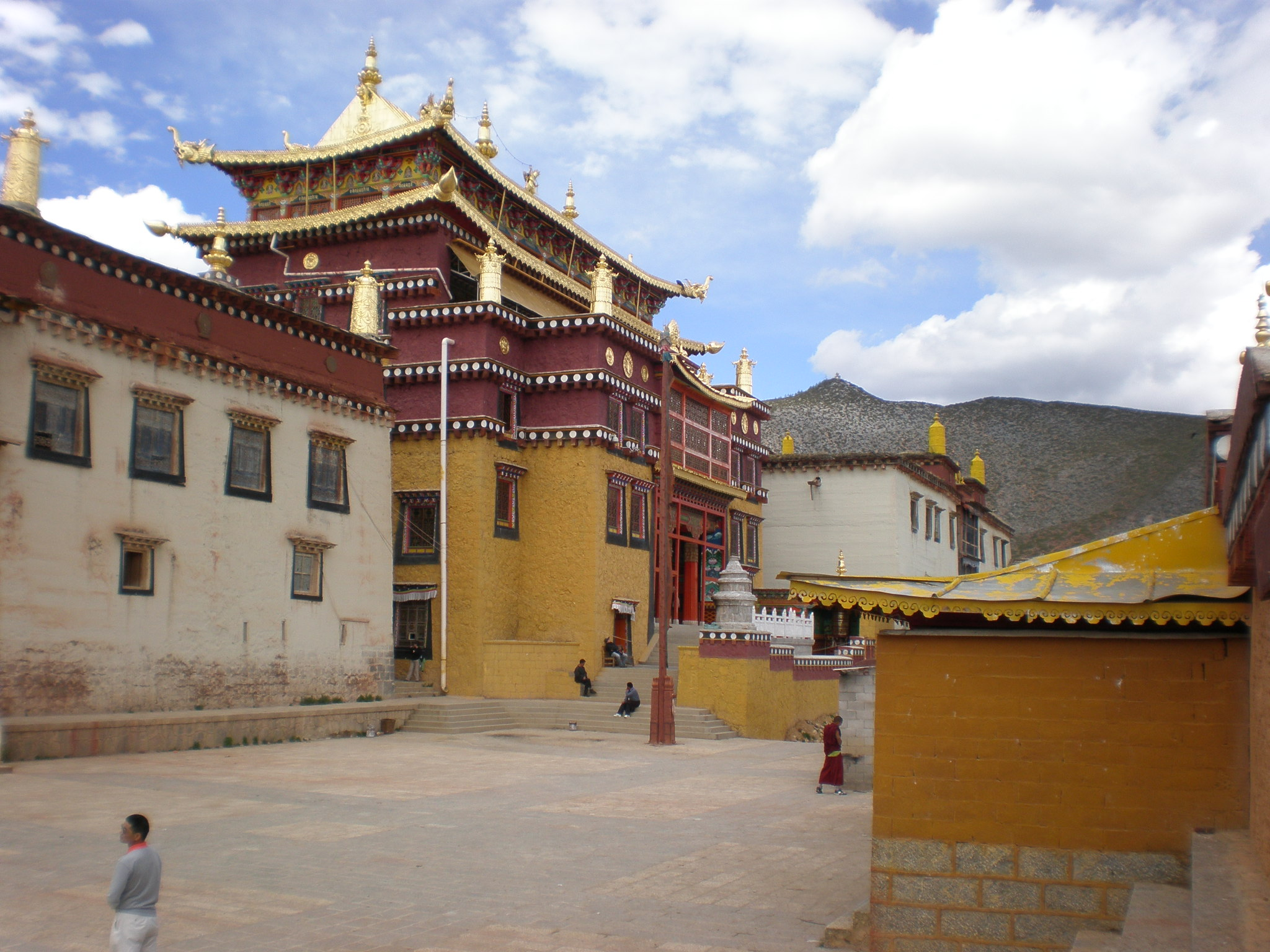
弥勒殿

1950年5月，中甸实现“和平解放”，松赞林僧众欢迎中国人民解放军及党政人员来到中甸。中国人民解放军第四十二师师长廖运周、新任中甸县县长孙致和赴松赞林向八大老僧讲解了中国共产党的民族宗教政策，宣布支持并保护该寺正常的宗教活动。同年10月，松赞林住持松谋·昂汪洛桑丹增嘉措活佛当选丽江专区联合政府副主席，后来他于1954年当选第一届全国人大代表。
1957年3月，松赞林部分僧众由于反对和平协商民主改革，经西藏噶厦及其在康区的组织秘密支持下，在松赞林召开了抵制民主改革的“布拉会议”，发动武装“叛乱”，杀害人民政府干部。后来，经中国人民解放军战斗，并经各方面劝降，叛乱逐渐平息。1957年9月，迪庆藏族自治州成立，松谋·昂汪洛桑丹增嘉措当选迪庆藏族自治州首任州长。
“平叛”结束后的1958年，中甸完成了和平协商民主改革。中甸的农奴制被废除，同时废除了松赞林所有宗教及封建特权，该寺僧众有的留寺，有的回乡，留寺僧众约300人，约占松赞林僧人总数的37％，此后僧众开始自食其力参加生产劳动。松赞林开始实行民主管理，以寺养寺。松谋·昂汪洛桑丹增嘉措等寺院上层人士都获得妥善安排。松赞林的建筑及各种古迹也受到很好的保护。
1966年文化大革命开始后，松赞林的经书被烧毁，佛像遭砸毁，建筑及文物遭到严重破坏，寺院成为一片废墟。松谋活佛、更觉活佛等人遭到批斗。

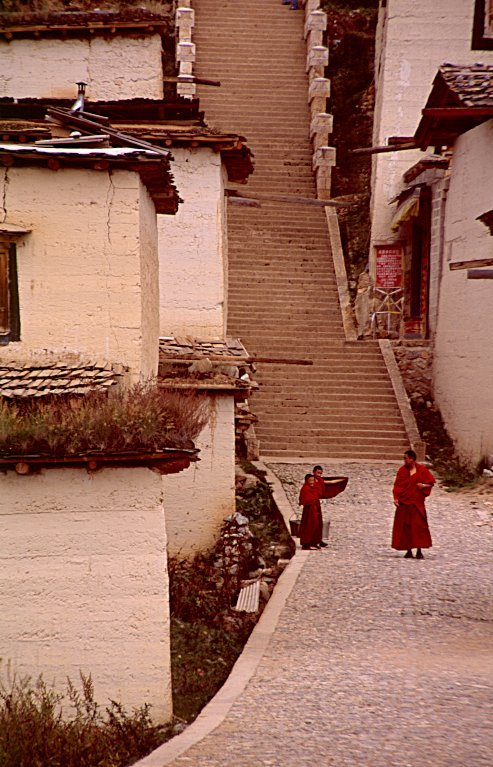
从前门通往主殿的石阶梯

文化大革命结束后，迪庆藏族自治州、中甸县的党委和政府为松谋活佛、更觉活佛正式平反，随后对所有未参与“叛乱”的宗教界人士的“冤假错案”均予平反。迪庆藏族自治州、中甸县佛教协会先后成立。松赞林的崩主活佛当选为云南省佛教协会理事，迪庆藏族自治州佛教协会副会长、中甸县佛教协会会长。
1982年，开始在松赞林的废墟上建立简易的宗教活动点。1984年起，政府有关部门先后拨款100多万元人民币重建松赞林寺，同时中甸县的信教群众也纷纷自愿捐献建筑材料、粮食、食用油、现金，并义务参加重建工作。松赞林的主殿“扎仓”已重建完毕，八大康村已重建恢复原样，吉康（即宗喀巴大殿）也已重建。松赞林西边的护法神殿以及转经路上的白塔，比原先的更加宏伟。寺院前门及从前门到主殿的石阶梯是旧时没有的。政府还投资修通了中甸县城到松赞林的柏油公路，群众称之为“敬香路”。政府还为松赞林安装了5公里自来水管，使该寺僧众不再需要到1公里以外背水。
政府退赔了文化大革命中查抄的该寺物款104719元，退还了法器271件。1984年起，该寺恢复了藏历正月十五日“米朗钦波祈愿法会”、冬月二十六日、二十九日两天的格冬节跳神会。1985年后，该寺完全恢复了正常佛事。
1986年10月9日到17日，全国人大常委会副委员长十世班禅到迪庆藏族自治州视察。其间，他两次来到松赞林访问，并进行了佛事活动。
到1997年底，松赞林僧众达到580人，活佛共2位。中甸县党委和政府还在该县恢复了16处藏传佛教活动点。历史上的全盛时期，该寺容纳僧众2000人；2010年前后，该寺已有僧众约700人。
2014年5月16日，全国政协主席俞正声到松赞林寺看望宗教界人士。

## 建筑
该寺将藏式与汉式建筑特点结合于一体。该寺有6个主要建筑，设有8个康村。该寺的大门位于山脚下，从大门到主殿共有146级石阶梯。
主殿扎仓可容纳1500名喇嘛念经。该殿藏有大量贝叶经，8米高的释迦牟尼镏金铜像位于绘有佛本生画像的主龛中。该龛常年供奉着酥油灯。
该寺有两座主殿：扎仓、吉康（供奉宗喀巴），此外还有若干小殿。周围还有许多僧人的住房。主要建筑均为藏式，并有金色的屋顶。其他建筑多为汉式。

## 节日

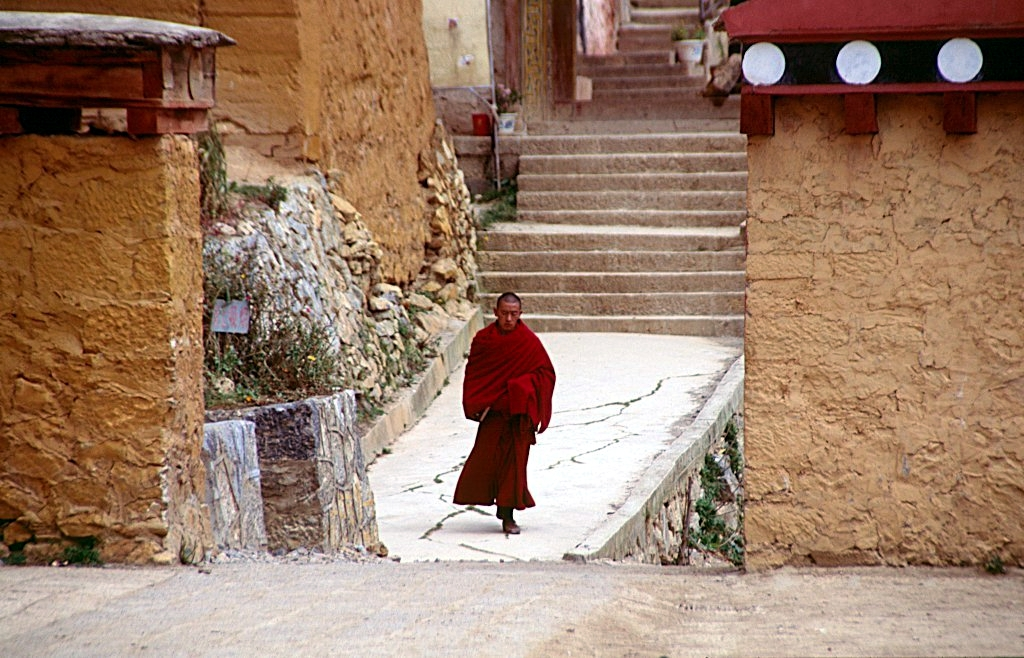
松赞林僧人

格冬节于每年藏历11月29日在该寺举办。节日里举行跳神活动，许多头戴神、鬼、动物等面具的僧众跳宗教舞蹈。除了该寺的宗教节日外，香格里拉县还举办许多世俗节日：
每年藏历五月初五开始，连续举办三天的“赛马会”（又称“天马节”）是香格里拉县的重要节日。除了赛马以外，歌舞和美食也是该节的重要部分。马匹商人穿着他们最好的毛皮或丝绸服装汇聚到这里。各个家庭都带着帐篷到举办赛马的海拔3288米的草甸上露营。
1990年代开始，每年9月举办的“少数民族节”是少数民族艺术的盛会，临近地区以及西藏的艺术家们都纷纷前来展示他们的艺术。

## 图集

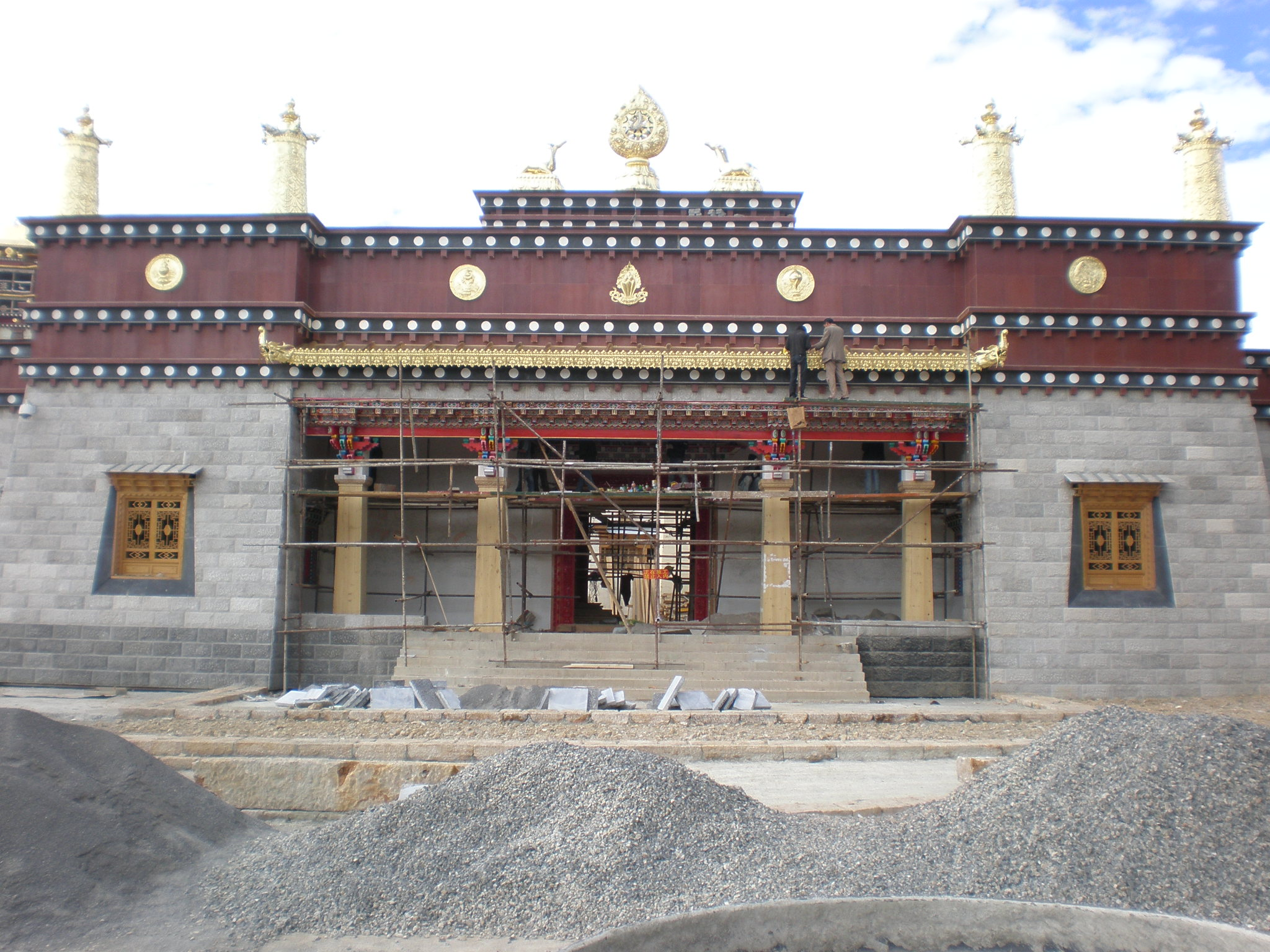
前门
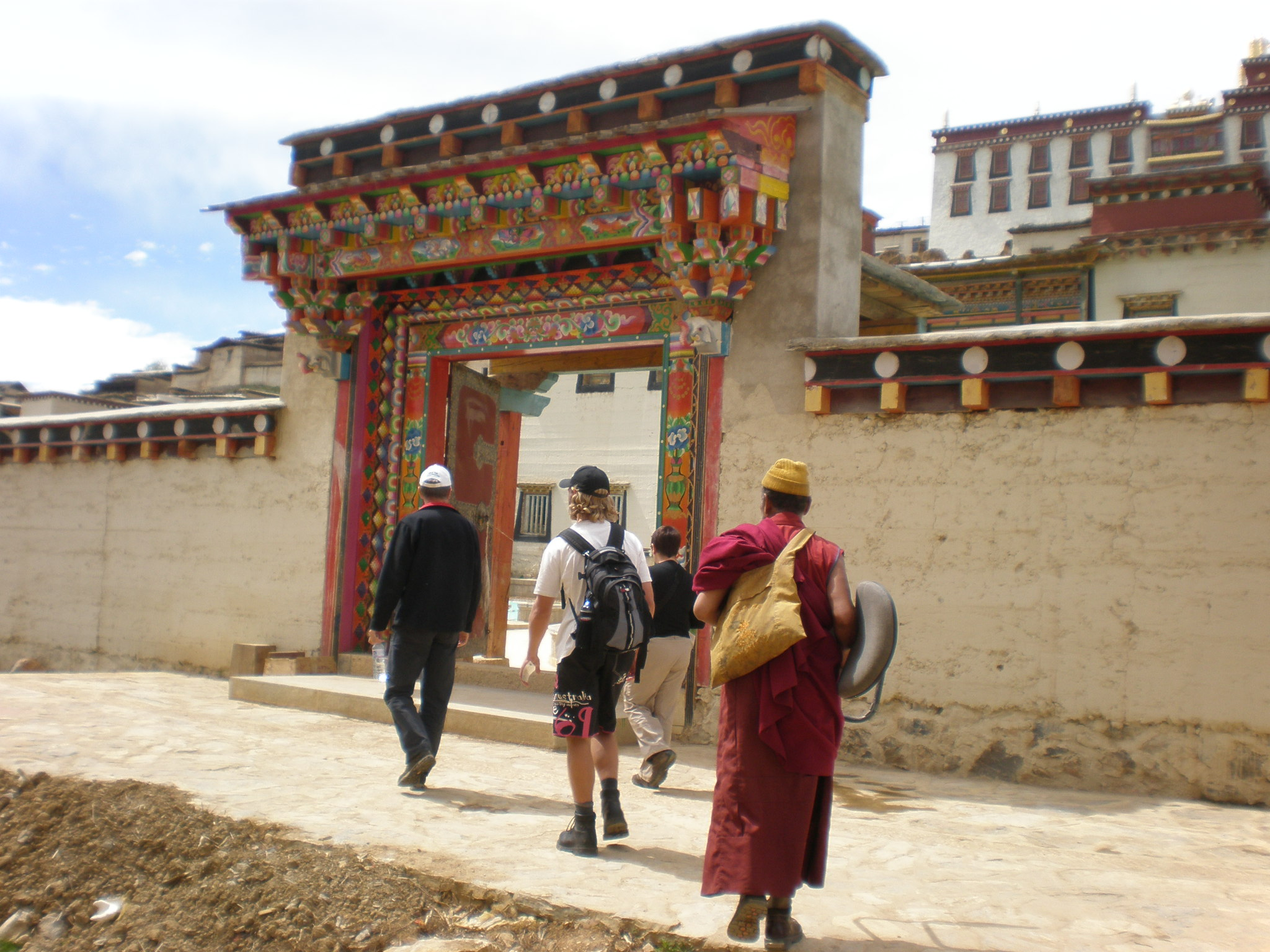
侧门
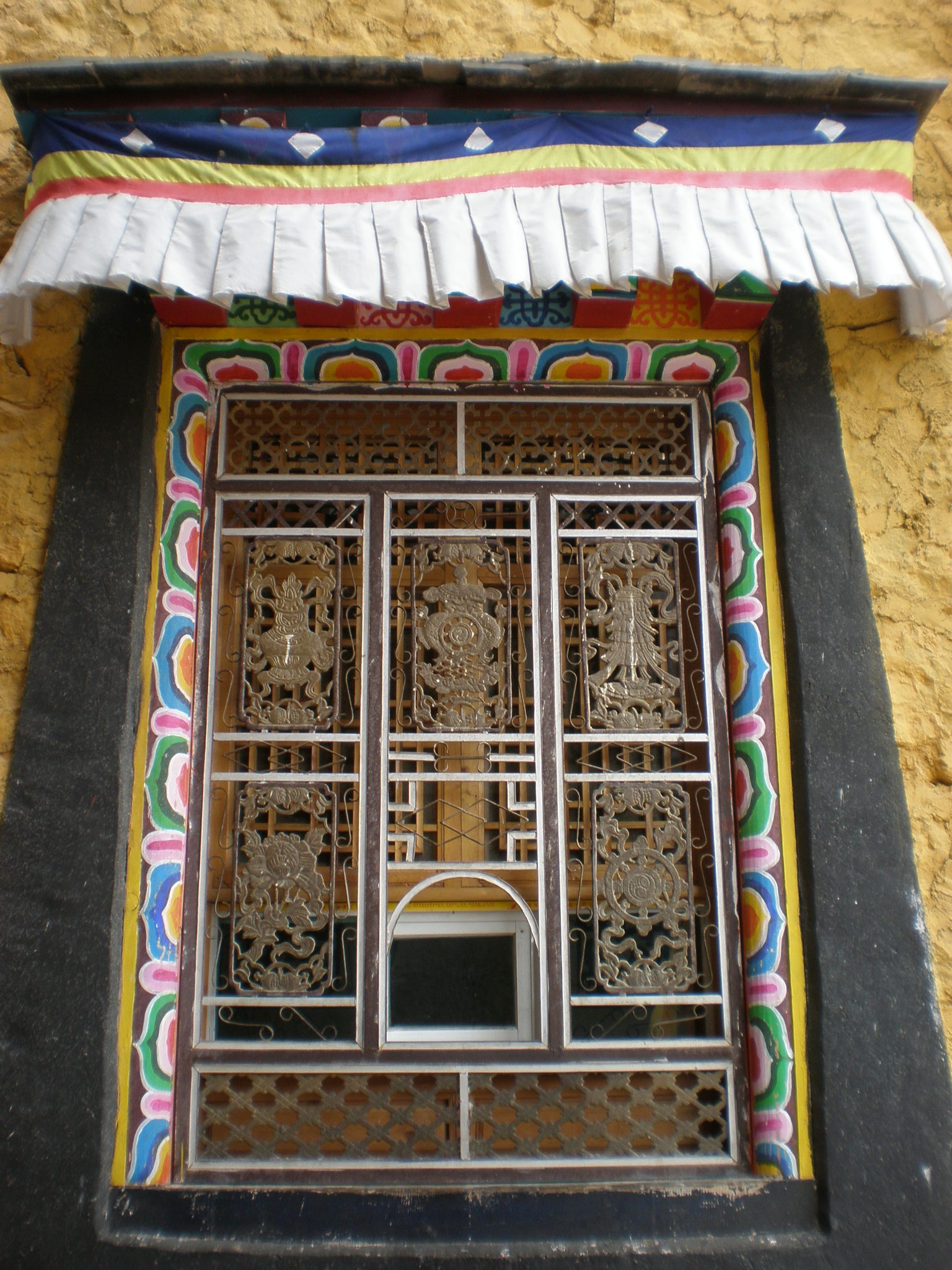
窗户
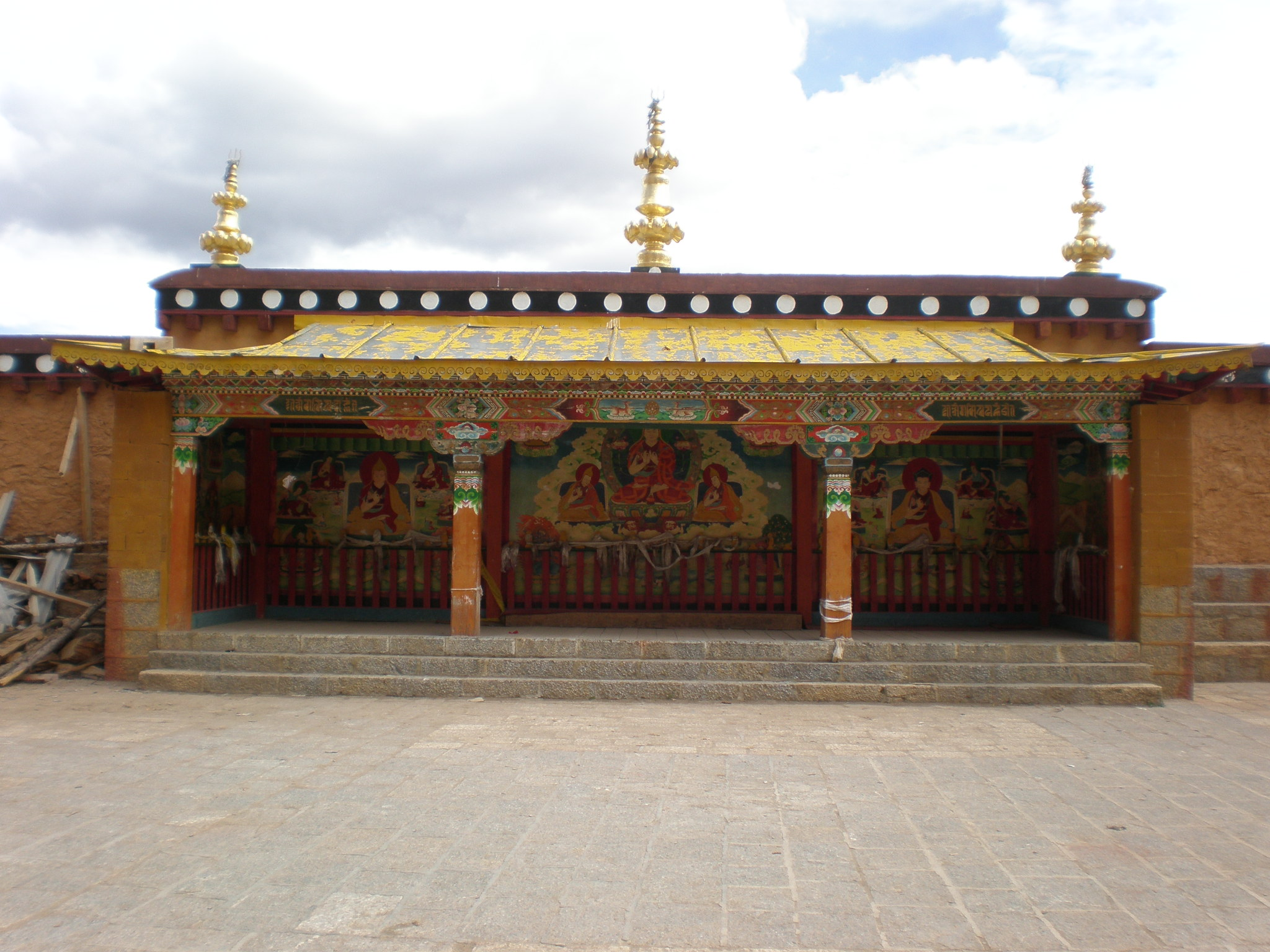
主广场上的壁龛
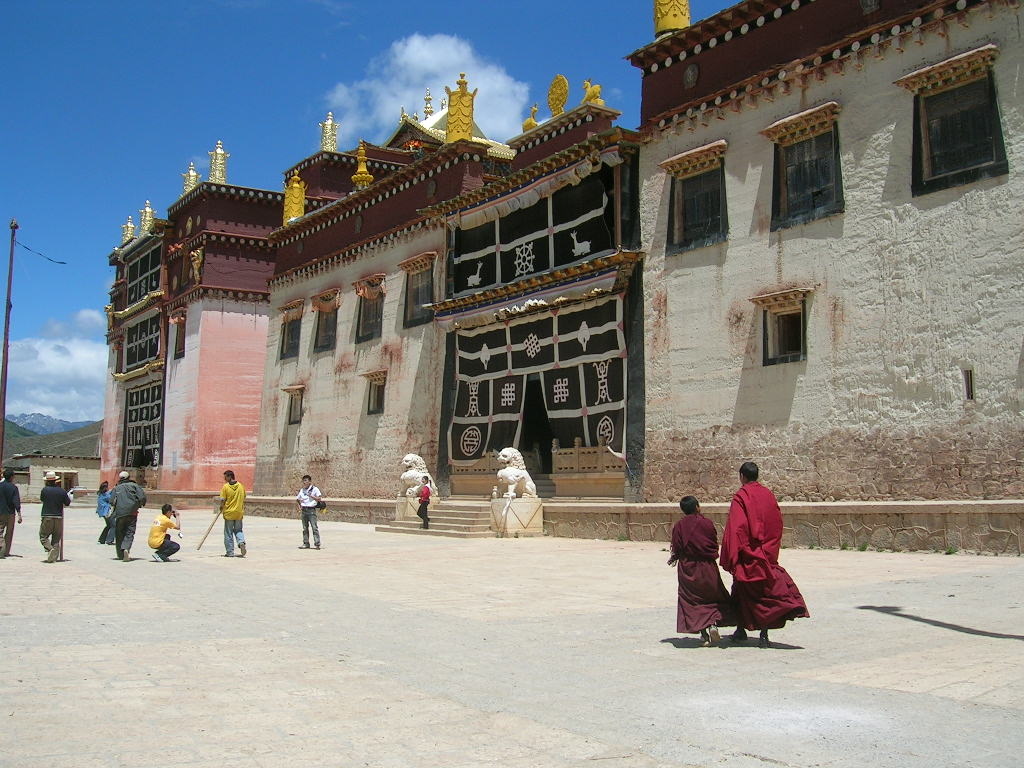
扎仓正门
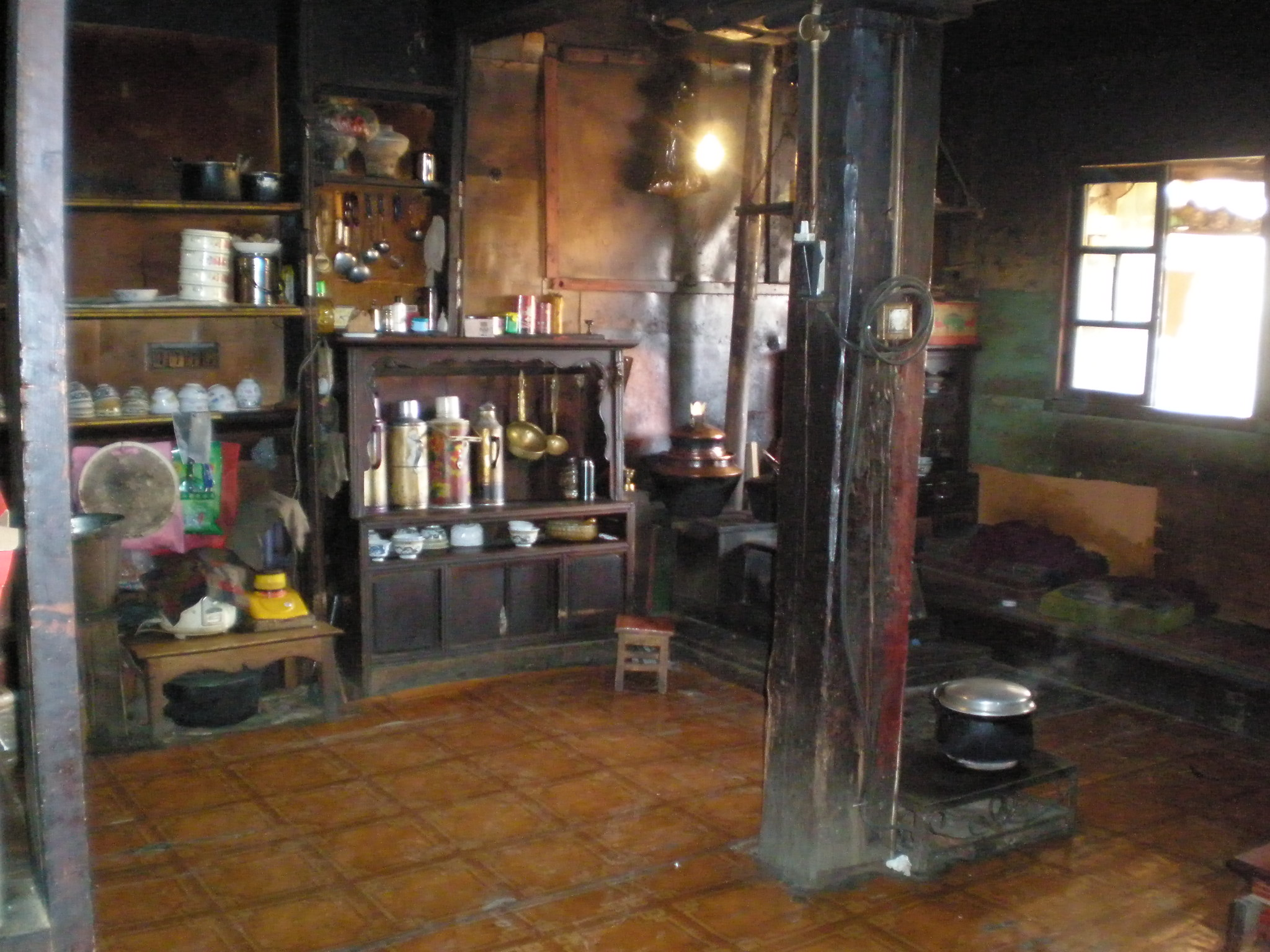
扎仓内的厨房
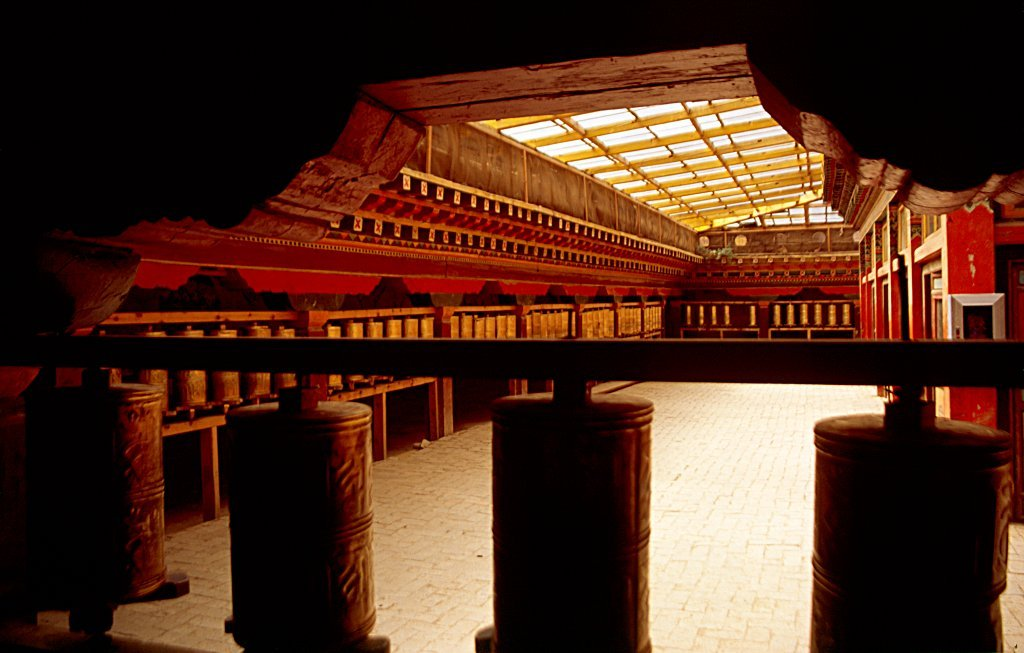
扎仓的回廊
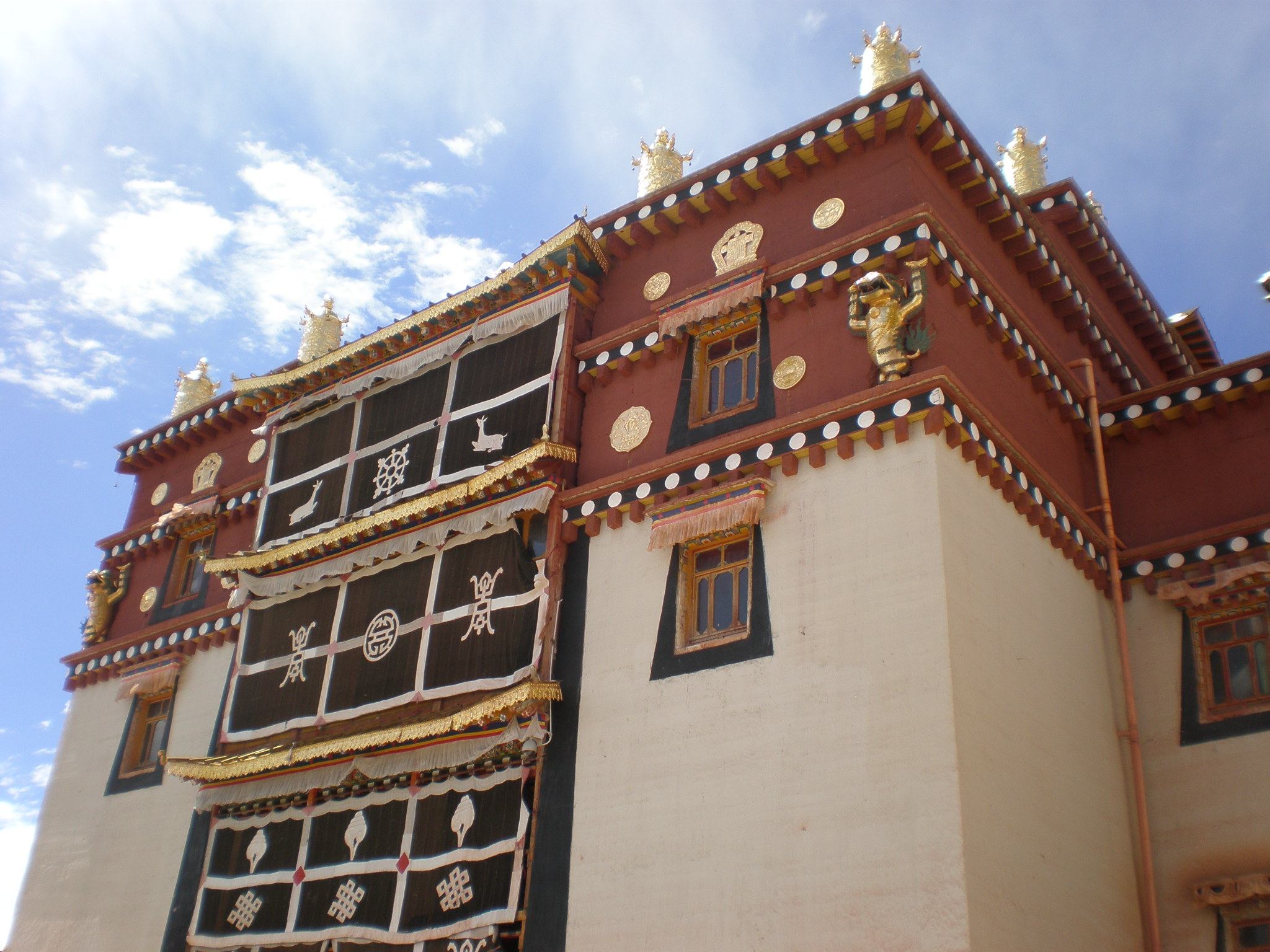
吉康
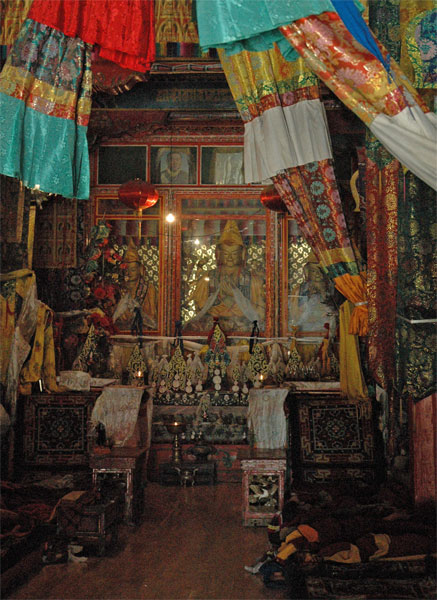
内景
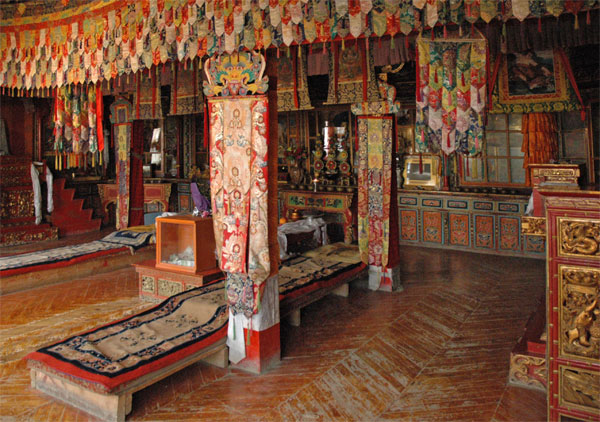
扎仓内景
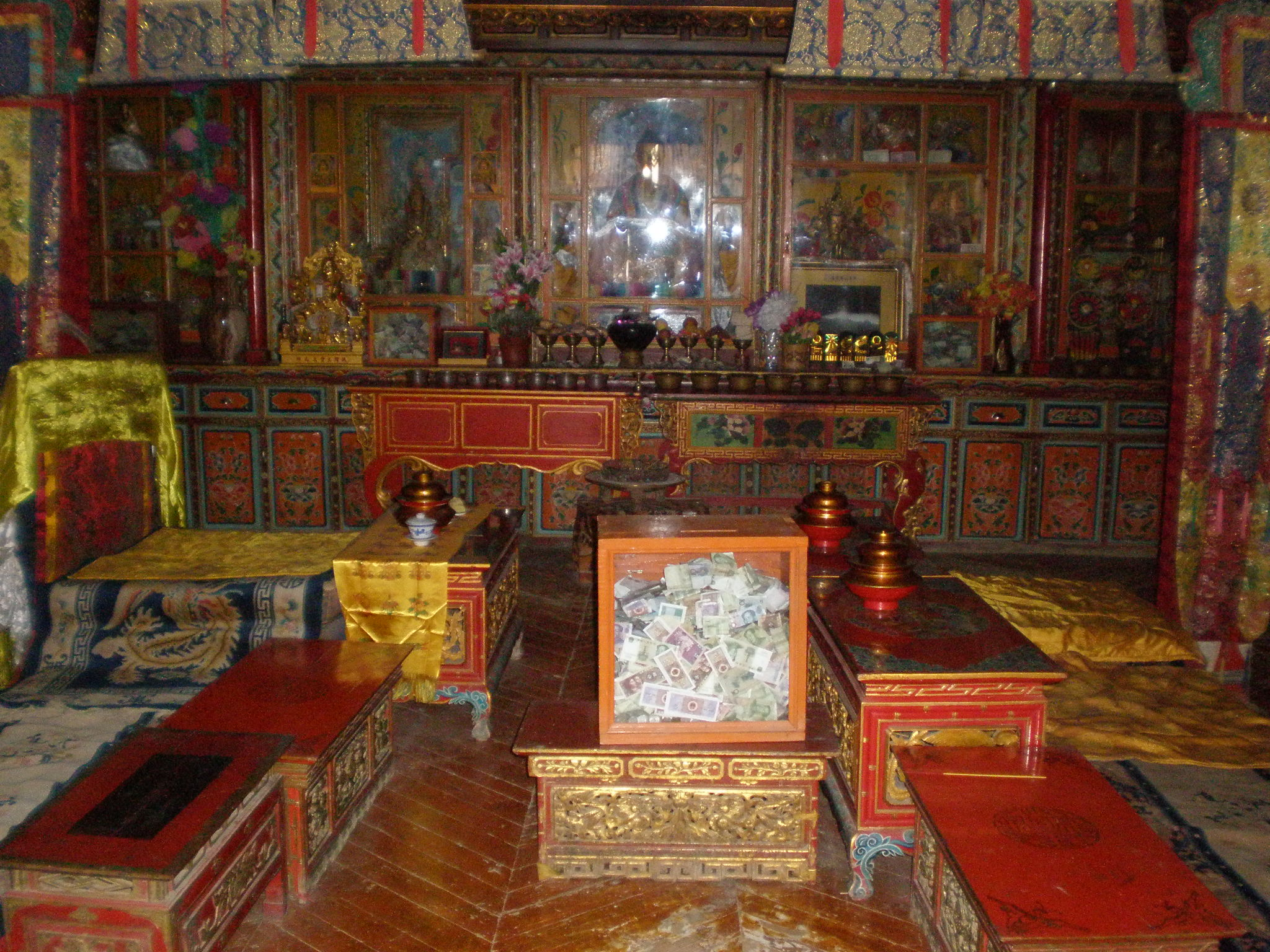
扎仓内景
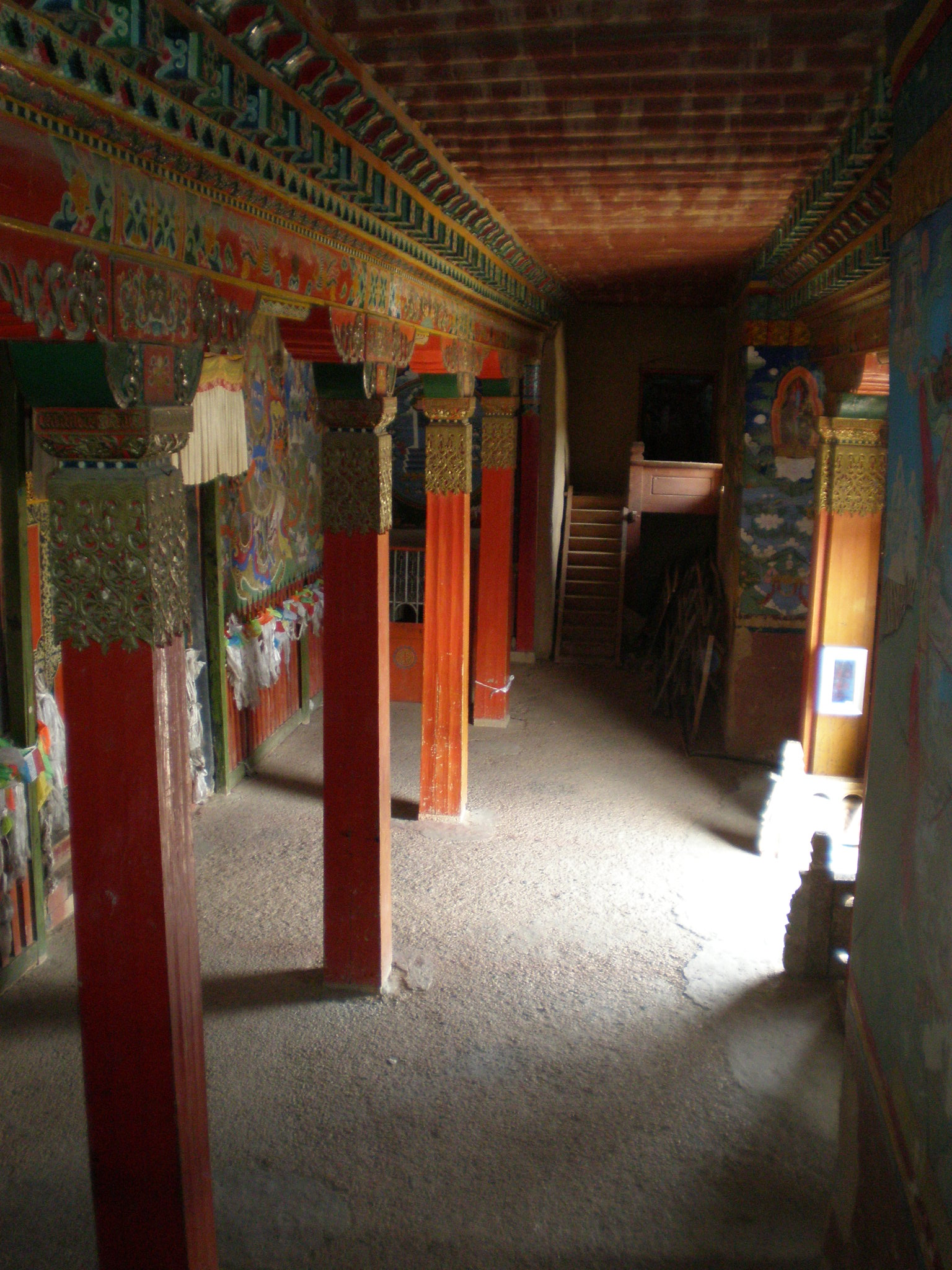
扎仓内景